# Cantón de Auros
El cantón de Auros era una división administrativa francesa, que estaba situada en el departamento de Gironda y la región de Aquitania.

## Composición
El cantón estaba formado por catorce comunas:
- Aillas
- Auros
- Barie
- Bassanne
- Berthez
- Brannens
- Brouqueyran
- Castillon-de-Castets
- Coimères
- Lados
- Pondaurat
- Puybarban
- Savignac
- Sigalens

## Supresión del cantón de Auros
En aplicación del Decreto nº 2014-192 de 20 de febrero de 2014, el cantón de Auros fue suprimido el 22 de marzo de 2015 y sus 14 comunas pasaron a formar parte del nuevo cantón de La Réole y las Bastidas.